# Відкіт назад
Відкіт назад (англ. Rollback) — концепція американської зовнішньої політики, націлена на запобігання небажаних для США політичних змін в тій чи іншій країні. Широко застосовувалася в холодній війні проти СРСР та його сателітів.

## Історія
Політика «відкоту» вперше була задіяна США на початкових етапах холодної війни з формуванням навколо СРСР системи країн соціалізму. На практиці вона являла собою оточення радянського блоку мережею військових баз, а також фінансування та пропагандистське забезпечення антирадянськи налаштованої опозиції, підривних елементів в країнах, що потрапили в сферу впливу СРСР — зокрема, в Східній Європі. А. Багатур пише:
Оскільки СРСР ухиляється від конфлікту, то висуваючи американську присутність до рубежів зони радянських інтересів, можна спонукати Москву «відійти вглиб». На цю посилку спиралася доктрина «відкидання» (roll-back) комунізму, якою намагалася збагатити американську політику нова адміністрація Ейзенхауера. Поєднання наступальності та уваги США до східно-азійських справ призвело до того, що починаючи з 50-х років проблематика світової периферії стала перетворюватися на основне джерело радянсько-американських суперечностей.
Після «офіційного» оголошення холодної війни (1946) США почали надавати всебічну підтримку антикомуністичним силам: у Албанії  в 1948[джерело?], в Греції в 1947-1949. З розширенням театру холодної війни політика «відкоту» поширилася на країни «Третього світу»: спроба перевороту на Кубі в 1961. Найширше застосування вона знайшла в 1980-ті, в першу чергу в Афганістані. Через спецслужби Пакистану США активно постачали грошові кошти та зброю повстанцям-борцям проти радянських військ.